# Lena-Marie Biertimpel
Lena-Marie Biertimpel (* 1991 in Hamburg) ist eine deutsche Schriftstellerin.

## Leben
Lena-Marie Biertimpel studiert Sprachkunst an der Universität für angewandte Kunst Wien, schrieb Theatertexte und Prosa und veröffentlichte in Literaturzeitschriften und Anthologien.
Für ihren Debüt-Roman Luftpolster erhielt sie das Start-Stipendium des österreichischen Bundeskanzleramtes und wurde im Rahmen der Verleihung des Österreichischen Buchpreises 2022 mit dem mit 10.000 Euro dotierten Debütpreis ausgezeichnet. Darin erzählt sie von einer Frau, die sich selbst in die Psychiatrie einweist.
Biertimpel lebt in Wien (Stand 2022).

## Publikationen (Auswahl)
- 2022: Luftpolster, Roman, Leykam, Graz/Wien 2022, ISBN 978-3-7011-8232-9.

## Auszeichnungen und Nominierungen
- Start-Stipendium des österreichischen Bundeskanzleramtes für Luftpolster[1]
- 2022: Debütpreis des Österreichischen Buchpreises für Luftpolster[2]